# Peasants, Pigs & Astronauts
Peasants, Pigs & Astronauts è il secondo album dei Kula Shaker, uscito il 5 marzo 1999.

## Tracklist
1. Great Hosannah - 6:07
2. Mystical Machine Gun - 5:42
3. SOS - 2:55
4. Radhe Radhe - 2:49
5. I'm Still Here - 1:31
6. Shower Your Love - 3:40
7. 108 Battles (Of the mind) - 3:15
8. Sound of Drums - 4:27
9. Timeworm - 4:02
10. Last Farewell - 2:46
11. Golden Avatar - 4:28
12. Namami Nanda-Nandana - 12:40

- In realtà "Namami Nanda-Nandana" dura 5:10. Seguono 5 minuti di silenzio (5:10 - 10:10), dopodiché inizia la ghost track "Stotra" (10:10 - 12:40).